# مراقبت‌های ویژه پزشکی (فیلم)
«مراقبت‌های ویژه پزشکی» (انگلیسی: Intensive Care (film)) فیلمی در ژانر اکشن و ترسناک است که در سال ۱۹۹۱ منتشر شد.